# Naturschutzgebiet Bibelaas
Das Naturschutzgebiet Bibelaas ist ein Schutzgebiet, eine Moorlandschaft und ein bedeutendes Amphibienlaichgebiet in der Gemeinde Ottenbach im Kanton Zürich. Das Feuchtgebiet wurde früher in Ottenbach Pappelried genannt. In der kantonalen Dokumentation der Naturlandschaft wird es als sehr wertvolles Biotop eingestuft. Mit einer Schutzverordnung der Baudirektion des Kantons Zürich von 27. Mai 1999 ist es als Schutzgebiet definiert.
So wie auch das 500 Meter weiter nördlich liegende Schutzgebiet Gmeimatt ist das Gebiet Bibelaas im Bundesinventar der Flachmoore von nationaler Bedeutung verzeichnet. Die beiden Feuchtgebiete sind Teile des Areals Ried Gmeimatt, eines Amphibienlaichgebiets von nationaler Bedeutung. Die geschützte Auenlandschaft rechts der Reuss bildet die Kernzone des Raumes «Zürcher Reussgebiet» und liegt zum grössten Teil im Bereich «Reusslandschaft», die im Bundesinventar der Landschaften und Naturdenkmäler von nationaler Bedeutung aufgeführt ist.
Durch den nördlichen Bereich des Naturschutzgebiets baute der Kanton Zürich von 2020 bis 2023 einen Abschnitt der Umfahrungsstrasse von Ottenbach.

## Geographie
Das Ried mit einer Fläche von 5,51 Hektaren liegt auf 385 m ü. M. südwestlich der Ortschaft Ottenbach. Es ist ein Relikt der ursprünglichen Auenlandschaft der Reuss. Im Südwesten ist es durch den rechten Leitdamm neben dem Fluss, im Norden durch die Hauptstrasse 299 und im Osten durch den Oberwasserkanal der ehemaligen Mühle und Seidenweberei Ottenbach begrenzt. Das zu diesem Industrieensemble gehörende historische Kleinkraftwerk Ottenbach ist als regionales Kulturgut geschützt. 1977 kaufte der Kanton Zürich das Naturschutzgebiet Bibelaas und das Kleinkraftwerk mit dem Kanal, der dem Hangfuss unterhalb von Ottenbach folgt.
Dank der Lage in der Reussebene, die einen bedeutenden Grundwasserspeicher enthält, und dem höheren Wasserstand des Fabrikkanals wird dem Gebiet Bibelaas Feuchtigkeit zugeführt. Bei starkem Hochwasser der Reuss wird das Gebiet gelegentlich überschwemmt, bei andauernder Trockenheit sinkt dagegen der Grundwasserspiegel, was den Wasserhaushalt im Moor beeinträchtigt.
Das nördlich des Unterwasserkanals liegende Feuchtgebiet Gmeimatt ist noch gut erhalten. Es wird vom Tobelbach, der am Abhang des Isenbergs entspringt und durch das Siedlungsgebiet von Ottenbach fliesst, und dem Stampfenbächli bewässert.

## Biologie
Der Naturraum Bibelaas besteht aus einer weiten offenen Ried-, Streuwiesen- und Moorfläche, die ein Habitat für zahlreiche Tierarten wie Kleinsäuger, Amphibien, Reptilien, Insekten und Vögel bildet. Während das Moorgebiet im Norden bis zum Strassendamm offen ist, wird es im Süden und Osten von Auenbruchwald und Gehölz gesäumt. Der Wald ist nicht im Perimeter des Schutzgebiets mit einbegriffen. Die kantonale Naturschutzdokumentation verzeichnete im Pappelried Flächen mit Spierstaudenried, Rohr-Pfeifengraswiese und Kleinseggenried mit zahlreichen Sumpfpflanzen wie zum Beispiel Pfeifengräsern, dem Breitblättrigen Wollgras, dem Lungenenzian, dem Weidenalant, der Schwertlilie, der Flockenblume, der Sumpfkratzdistel, Schilf, Tormentill und Abbisskraut.
Gemäss dem Bundesinventar der Amphibienlaichgebiete von nationaler Bedeutung wurden im Gebiet Reid Gmeimatt grosse Bestände des Bergmolchs, des Europäischen Laubfroschs und von Wasserfröschen festgestellt. Zu den seltenen Arten, die im Flachmoor Bibelaas vorkommen, gehören der Lungenenzian (Gentiana pneumonanthe) und die Knotenameise (Myrmica ruginodis).
Auf dem historischen Fabrikgebäude und dem Hochkamin der Seidenweberei brüten seit den 1990er Jahren Störche, die vom Nahrungsangebot in den nahen Feuchtgebieten profitieren.

## Schutzziele
Gemäss der Verordnung über den Schutz der Moorlandschaften von besonderer Schönheit und von nationaler Bedeutung gelten auch für das Naturschutzgebiet Bibelaas die allgemeinen Vorschriften:
- Schutz der Landschaft vor Veränderungen, welche die Schönheit oder die nationale Bedeutung des Gebiets beeinträchtigen
- Erhaltung der für Moorlandschaften charakteristischen Elemente und Strukturen
- Rücksichtnahme auf die nach Artikel 20 der Verordnung vom 16. Januar 1991 über den Natur- und Heimatschutz (NHV) geschützten Pflanzen- und Tierarten sowie die in den vom Bundesamt für Umwelt erlassenen oder genehmigten Roten Listen aufgeführten, gefährdeten und seltenen Pflanzen- und Tierarten
- nachhaltige moor- und moorlandschaftstypische Nutzung, um den Charakter der Moorlandschaft zu erhalten.

## Bilder

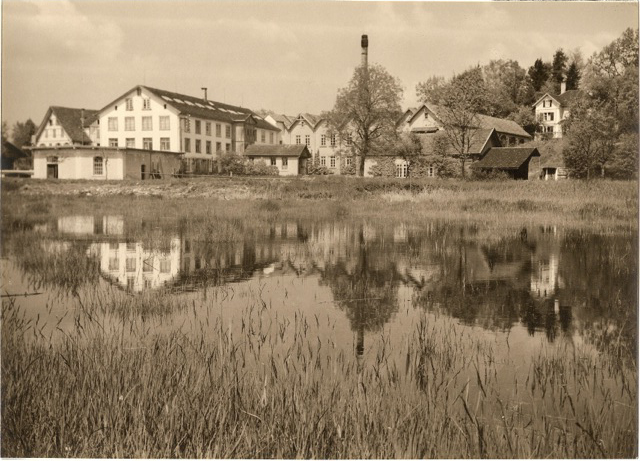
Überflutetes Moorgebiet und Fabrik (1915)
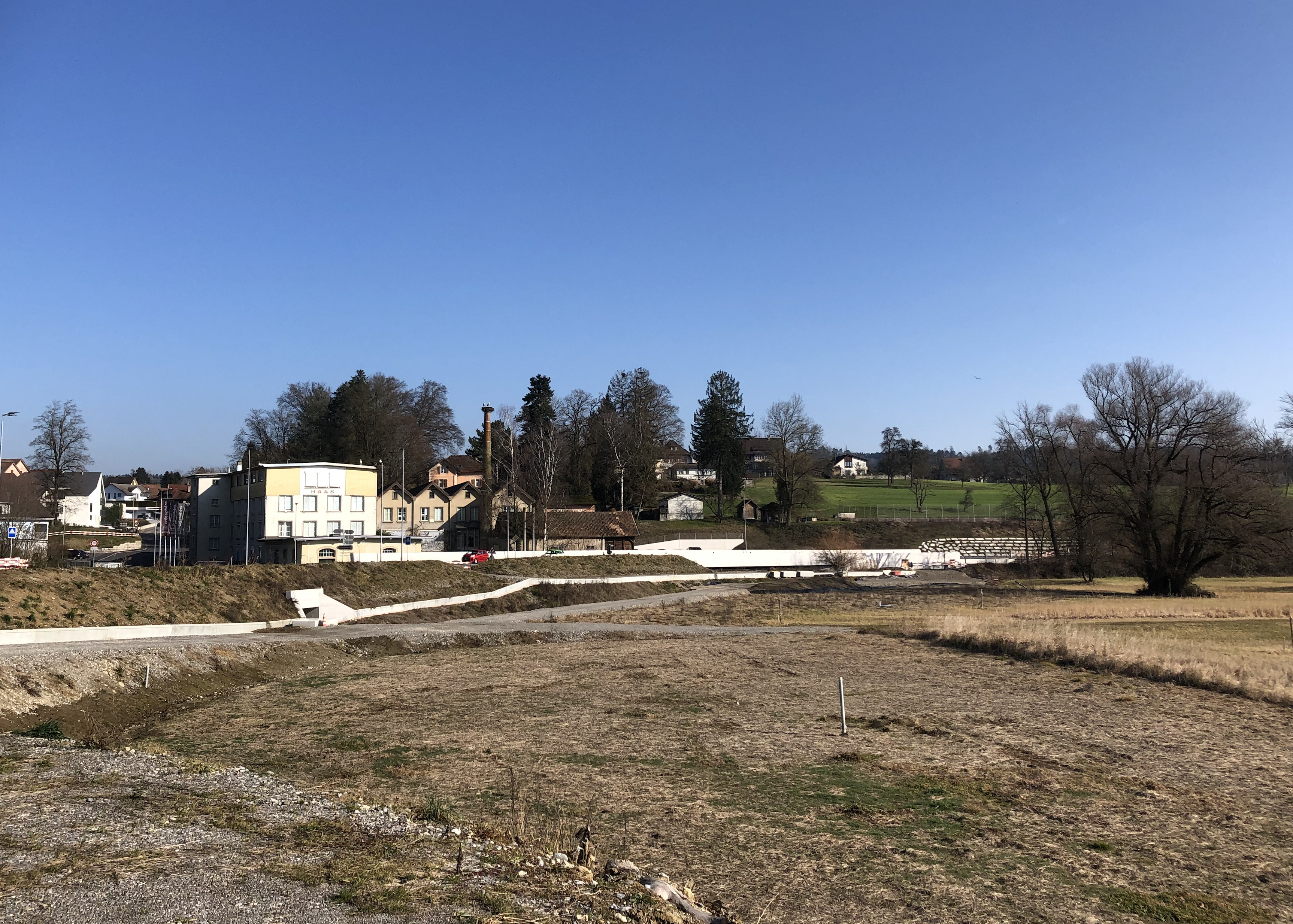
Neue Turbinenstrasse, Amphibienleitwerk, Revitalisierungsfläche (2023)
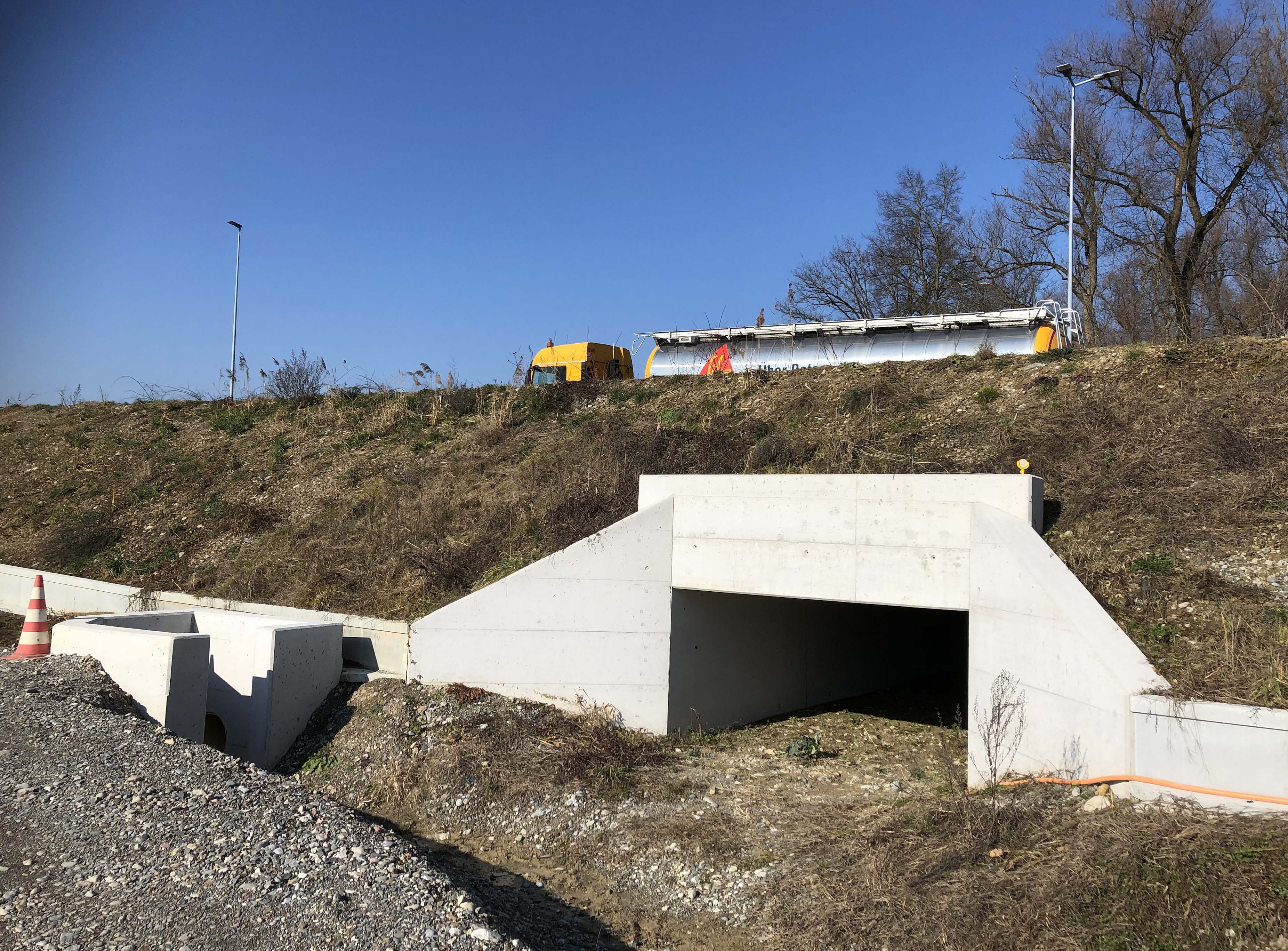
Kleintierdurchlass unter der neuen Strasse

## Infrastrukturanlagen
Am westlichen Rand des Moors steht ein Pumpwerk der Wasserversorgung Ottenbach. Im Gebiet nördlich der Hauptstrasse zwischen dem Reussdamm und dem Unterwasserkanal des Wasserkraftwerks wird ein grosser Teil der ehemaligen Auenlandschaft von einem Campingplatz beansprucht. Das Gebiet an der Reuss ist bekannt als Erholungslandschaft; rund um die Moore führen Fusswege, und auf den Reussdämmen sind überregionale Wander- und Radwege sowie eine hindernisfreie Route für Rollstuhlfahrende angelegt. Neben dem Moor Bibelaas liegt das Clubhaus des Pontonierfahrvereins Ottenbach.
Die Hauptstrasse bzw. Kantonsstrasse 299 führte bis 2022 von Ottenbach als «Muristrasse» in die Flussniederung hinunter und auf einem Damm am Nordrand des Schutzgebiets Bibelaas vorbei zur 1955 gebauten Reussbrücke Ottenbach-Merenschwand, auf der sie den Kanton Aargau erreichte. Nördlich der Strasse steht das Restaurant «Landbeiz Rüssbrugg» mit einem grossen Parkplatz. Von 2020 bis 2023 wurde die Hauptstrasse beim Naturschutzgebiet Bibelaas mit einer anderen Linienführung neu gebaut. Die neue, nach einer langjährigen öffentlichen Kontroverse bestimmte Route mit dem Namen «Turbinenstrasse» führt von der Reussbrücke und dem Knoten Bibelaas südlich der ehemaligen Fabrik auf einer neuen Kanalbrücke über den Oberwasserkanal und leitet den Verkehr als Autobahnzubringer durch Obfelden zur A4. Wegen der Störung des Naturschutzgebiets Bibelaas war das Strassenbauprojekt umstritten. Dank einer angepassten Trassenführung, dem Rückbau alter Werkschuppen, einer Sanierung von Altlasten und der durchgehenden Ausstattung der Turbinenstrasse mit Amphibienschutzbauten verbesserte das Bauprojekt die Umgebung das Naturschutzgebiets. Das neue Amphibienleitsystem hat eine Länge von 4,5 Kilometern. Mit neuen Kleintierdurchlässen wurde die seit dem Bau des Strassendamms im 19. Jahrhundert unterbrochene Verbindung zwischen den Moorgebieten wieder hergestellt. In einem lange Zeit von einer Schuttdeponie überdeckten Bereich wird das Moor regeneriert.